# قائمة زملاء الجمعية الملكية المنتخبين في 1829
هذه الصفحة تعرض قائمة زملاء الجمعية الملكية المُنتخبين لعام 1829.

## الزملاء
- Henry Coddington [الإنجليزية]‏
- Bransby Blake Cooper [الإنجليزية]‏
- Joseph Bosworth [الإنجليزية]‏
- William Cole, 3rd Earl of Enniskillen [الإنجليزية]‏
- Henry Hennell [الإنجليزية]‏
- John Stuart-Wortley, 2nd Baron Wharncliffe [الإنجليزية]‏
- جون إليوتسون
- Charles Tennyson d'Eyncourt [الإنجليزية]‏
- Alexander Luard Wollaston [الإنجليزية]‏
- Ebenezer Maitland [الإنجليزية]‏
- Sir John Lubbock, 3rd Baronet [الإنجليزية]‏
- ناثانيال واليش
- John Forbes (physician) [الإنجليزية]‏
- Maxwell Macdonald baronets [الإنجليزية]‏
- Alexander Crombie [الإنجليزية]‏
- William Cavendish, 7th Duke of Devonshire [الإنجليزية]‏

## الأعضاء الأجانب
- أنطوان لوران دو جوسيو